# Lijst van Belgische ministers van Onderwijs
Dit is een lijst van Belgische ministers van Onderwijs. 

## Lijst
| Nr.   | Minister | Minister                           | Partij | Partij                      | Begin             | Einde             | Regering(en)                                       | Bevoegdheid |
| ----- | -------- | ---------------------------------- | ------ | --------------------------- | ----------------- | ----------------- | -------------------------------------------------- | --- |
| 1     |          | Pierre Van Humbeeck (1829-1890)    |        | Liberale Partij             | 19 juni 1878      | 16 juni 1884      | Frère-Orban II                                     | Openbaar Onderwijs |
| 2     |          | Victor Jacobs (1838-1891)          |        | Katholieke Partij           | 16 juni 1884      | 26 oktober 1884   | Malou                                              | Openbaar Onderwijs |
| 3     |          | Joseph Thonissen (1816-1891)       |        | Katholieke Partij           | 26 oktober 1884   | 24 oktober 1887   | Beernaert                                          | Openbaar Onderwijs |
| 4     |          | Joseph Devolder (1842-1919)        |        | Katholieke Partij           | 24 oktober 1887   | 6 november 1890   | Beernaert                                          | Openbaar Onderwijs |
| 5     |          | Ernest Mélot (1840-1910)           |        | Katholieke Partij           | 6 november 1890   | 2 maart 1891      | Beernaert                                          | Openbaar Onderwijs |
| 6     |          | Jules de Burlet (1844-1897)        |        | Katholieke Partij           | 2 maart 1891      | 25 mei 1895       | Beernaert, De Burlet                               | Openbaar Onderwijs |
| 7     |          | Frans Schollaert (1851-1917)       |        | Katholieke Partij           | 25 mei1895        | 5 augustus 1899   | De Burlet, De Smet de Naeyer I, Vandenpeereboom    | Openbaar Onderwijs |
| 8     |          | Jules de Trooz (1857-1907)         |        | Katholieke Partij           | 5 augustus 1899   | 2 mei 1907        | De Smet de Naeyer II                               | Openbaar Onderwijs |
| 9     |          | Édouard Descamps (1847-1933)       |        | Katholieke Partij           | 2 mei 1907        | 5 augustus 1910   | De Trooz, Schollaert                               | Kunsten en Wetenschappen |
| 10    |          | Frans Schollaert (1851-1917)       |        | Katholieke Partij           | 5 augustus 1910   | 17 juni 1911      | Schollaert                                         | Kunsten en Wetenschappen |
| 11    |          | Prosper Poullet (1868-1937)        |        | Katholieke Partij           | 17 juni 1911      | 21 november 1918  | De Broqueville I, II, Cooreman                     | Kunsten en Wetenschappen |
| 12    |          | Alphonse Harmignie (1851-1931)     |        | Katholieke Partij           | 21 november 1918  | 21 september 1919 | Delacroix I                                        | Kunsten en Wetenschappen |
| [ 1 ] |          | Charles de Broqueville (1860-1940) |        | Katholieke Partij           | 21 september 1919 | 18 november 1919  | Delacroix I                                        | Kunsten en Wetenschappen |
| [ 1 ] |          | Léon Delacroix (1867-1929)         |        | Katholieke Partij           | 18 november 1919  | 2 december 1919   | Delacroix I                                        | Kunsten en Wetenschappen |
| 13    |          | Jules Destrée (1863-1936)          |        | BWP                         | 2 december 1919   | 24 oktober 1921   | Delacroix II, Carton de Wiart                      | Kunsten en Wetenschappen |
| [ 1 ] |          | Xavier Neujean (1865-1940)         |        | Liberale Partij             | 24 oktober 1921   | 16 december 1921  | Carton de Wiart                                    | Kunsten en Wetenschappen |
| 14    |          | Eugène Hubert (1853-1931)          |        | Liberale Partij             | 16 december 1921  | 16 oktober 1922   | Theunis I                                          | Kunsten en Wetenschappen |
| 15    |          | Léon Leclère (1866-1944)           |        | extraparlementair           | 16 oktober 1922   | 8 november 1922   | Theunis I                                          | Kunsten en Wetenschappen |
| 16    |          | Pierre Nolf (1873-1953)            |        | Liberale Partij             | 8 november 1922   | 13 mei 1925       | Theunis I, II, III                                 | Kunsten en Wetenschappen |
| [ 1 ] |          | Léon Théodor (1853-1934)           |        | Katholieke Partij           | 13 mei 1925       | 17 juni 1925      | Van de Vyvere                                      | Kunsten en Wetenschappen |
| 17    |          | Camille Huysmans (1871-1968)       |        | BWP                         | 17 juni 1925      | 22 november 1927  | Poullet, Jaspar I                                  | Kunsten en Wetenschappen |
| 18    |          | Maurice Vauthier (1860-1931)       |        | Liberale Partij             | 22 november 1927  | 18 mei 1931       | Jaspar II, III                                     | Kunsten en Wetenschappen |
| 19    |          | Robert Petitjean (1887-1951)       |        | Liberale Partij             | 18 mei 1931       | 22 oktober 1932   | Jaspar III, Renkin I, II                           | Kunsten en Wetenschappen |
| 20    |          | Maurice August Lippens (1875-1956) |        | Liberale Partij             | 22 oktober 1932   | 12 juni 1934      | De Broqueville III en IV                           | Kunsten en Wetenschappen (tot 17 december 1932) Openbaar Onderwijs (vanaf 17 december 1932)                                                                          |
| 21    |          | Victor Maistriau (1870-1961)       |        | Liberale Partij             | 12 juni 1934      | 20 november 1934  | De Broqueville V                                   | Openbaar Onderwijs |
| 22    |          | Jules Hiernaux (1881-1944)         |        | extraparlementaire liberaal | 20 november 1934  | 25 maart 1935     | Theunis IV                                         | Openbaar Onderwijs |
| 23    |          | François Bovesse (1890-1944)       |        | Liberale Partij             | 25 maart 1935     | 13 juni 1936      | Van Zeeland I                                      | Openbaar Onderwijs |
| 24    |          | Julius Hoste (1884-1954)           |        | Liberale Partij             | 13 juni 1936      | 15 mei 1938       | Van Zeeland II en Janson                           | Openbaar Onderwijs |
| 25    |          | Octave Dierckx (1882-1955)         |        | Liberale Partij             | 15 mei 1938       | 22 februari 1939  | Spaak I                                            | Openbaar Onderwijs |
| 26    |          | Edgard Blancquaert (1894-1964)     |        | extraparlementair           | 22 februari 1939  | 16 april 1939     | Pierlot I                                          | Openbaar Onderwijs |
| 27    |          | Jules Duesberg (1881-1947)         |        | extraparlementair           | 16 april 1939     | 5 januari 1940    | Pierlot II en III                                  | Openbaar Onderwijs |
| 28    |          | Eugène Soudan (1880-1960)          |        | BWP                         | 5 januari 1940    | 28 augustus 1940  | Pierlot IV                                         | Openbaar Onderwijs |
| 29    |          | Hubert Pierlot (1883-1963)         |        | Katholiek Blok              | 22 november 1940  | 4 maart 1942      | Pierlot V                                          | Openbaar Onderwijs |
| 30    |          | Albert de Vleeschauwer (1897-1971) |        | Katholiek Blok              | 4 maart 1942      | 26 september 1944 | Pierlot V                                          | Openbaar Onderwijs |
| (24)  |          | Julius Hoste (1884-1954)           |        | Liberale Partij             | 4 maart 1942      | 26 september 1944 | Pierlot V                                          | Onder-Staatssecretaris voor Openbaar Onderwijs |
| 31    |          | Victor de Laveleye (1894-1945)     |        | Liberale Partij             | 26 september 1944 | 12 februari 1945  | Pierlot VI en VII                                  | Openbaar Onderwijs |
| 32    |          | Auguste Buisseret (1888-1965)      |        | Liberale Partij             | 12 februari 1945  | 13 maart 1946     | Van Acker I en II                                  | Openbaar Onderwijs |
| 33    |          | Leo Collard (1902-1981)            |        | PSB                         | 13 maart 1946     | 31 maart 1946     | Spaak II                                           | Openbaar Onderwijs |
| 34    |          | Herman Vos (1889-1952)             |        | BSP                         | 31 maart 1946     | 20 maart 1947     | Van Acker III en Huysmans                          | Openbaar Onderwijs |
| (17)  |          | Camille Huysmans (1871-1968)       |        | BSP                         | 20 maart 1947     | 11 augustus 1949  | Spaak III en IV                                    | Openbaar Onderwijs |
| 35    |          | Léon Mundeleer (1885-1964)         |        | Liberale Partij             | 11 augustus 1949  | 8 juni 1950       | G. Eyskens I                                       | Openbaar Onderwijs |
| 36    |          | Pierre Harmel (1911-2009)          |        | PSC                         | 8 juni 1950       | 23 april 1954     | Duvieusart, Pholien en Van Houtte                  | Openbaar Onderwijs |
| (33)  |          | Leo Collard (1902-1981)            |        | PSB                         | 23 april 1954     | 26 juni 1958      | Van Acker IV                                       | Openbaar Onderwijs |
| 37    |          | Maurits Van Hemelrijck (1901-1964) |        | CVP                         | 26 juni 1958      | 6 november 1958   | G. Eyskens II                                      | Openbaar Onderwijs |
| 38    |          | Charles Moureaux (1902-1976)       |        | Liberale Partij             | 6 november 1958   | 25 april 1961     | G. Eyskens III                                     | Openbaar Onderwijs |
| 39    |          | Victor Larock (1902-1981)          |        | PSB                         | 25 april 1961     | 31 juli 1963      | Lefèvre                                            | Nationale Opvoeding |
| 40    |          | Renaat Van Elslande (1916-2000)    |        | CVP                         | 25 april 1961     | 28 juli 1965      | Lefèvre                                            | Adjunct voor Nationale Opvoeding |
| 41    |          | Henri Janne (1908-1991)            |        | PSB                         | 31 juli 1963      | 28 juli 1965      | Lefèvre                                            | Nationale Opvoeding |
| 42    |          | Fernand Dehousse (1906-1976)       |        | PSB                         | 28 juli 1965      | 19 maart 1966     | Harmel                                             | Nationale Opvoeding |
| 43    |          | Elie Van Bogaert (1919-1993)       |        | BSP                         | 28 juli 1965      | 19 maart 1966     | Harmel                                             | Minister-staatssecretaris voor Nationale Opvoeding |
| 44    |          | Frans Grootjans (1922-1999)        |        | PVV                         | 19 maart 1966     | 17 juni 1968      | Vanden Boeynants I                                 | Nationale Opvoeding |
| 45    |          | Michel Toussaint (1922-2007)       |        | PLP                         | 19 maart 1966     | 17 juni 1968      | Vanden Boeynants I                                 | Minister-staatssecretaris voor Nationale Opvoeding |
| 46    |          | Piet Vermeylen (1904-1991)         |        | BSP                         | 17 juni 1968      | 21 januari 1972   | G. Eyskens IV                                      | Nationale Opvoeding (Nederlandstalig) |
| 47    |          | Abel Dubois (1921-1989)            |        | PSB                         | 17 juni 1968      | 21 januari 1972   | G. Eyskens IV                                      | Nationale Opvoeding (Franstalig) |
| 48    |          | Willy Claes (1938)                 |        | BSP                         | 21 januari 1972   | 26 januari 1973   | G. Eyskens V                                       | Nationale Opvoeding (Nederlandstalig) |
| 49    |          | Léon Hurez (1924-2004)             |        | PSB                         | 21 januari 1972   | 26 januari 1973   | G. Eyskens V                                       | Nationale Opvoeding (Franstalig) |
| (45)  |          | Michel Toussaint (1922-2007)       |        | PLP                         | 26 januari 1973   | 25 april 1974     | Leburton                                           | Nationale Opvoeding (Franstalig) |
| 50    |          | Willy Calewaert (1916-1993)        |        | BSP                         | 26 januari 1973   | 25 april 1974     | Leburton                                           | Nationale Opvoeding (Nederlandstalig) |
| 51    |          | Antoine Humblet (1922-2011)        |        | PSC                         | 25 april 1974     | 3 juni 1977       | Tindemans I, II en III                             | Nationale Opvoeding (Franstalig) |
| 52    |          | Herman De Croo (1937)              |        | PVV                         | 25 april 1974     | 3 juni 1977       | Tindemans I, II en III                             | Nationale Opvoeding (Nederlandstalig) |
| 53    |          | Joseph Michel (1925-2016)          |        | PSC                         | 3 juni 1977       | 3 april 1979      | Tindemans IV en Vanden Boeynants II                | Nationale Opvoeding (Franstalig) |
| 54    |          | Jef Ramaekers (1923-2004)          |        | BSP                         | 3 juni 1977       | 18 mei 1980       | Tindemans IV, Vanden Boeynants II, Martens I en II | Nationale Opvoeding (Nederlandstalig) |
| 55    |          | Jacques Hoyaux (1930-2013)         |        | PS                          | 3 april 1979      | 18 mei 1980       | Martens I en II                                    | Nationale Opvoeding (Franstalig) |
| (50)  |          | Willy Calewaert (1916-1993)        |        | SP                          | 18 mei 1980       | 17 december 1981  | Martens III en IV en M. Eyskens                    | Nationale Opvoeding (Nederlandstalig) |
| 56    |          | Guy Mathot (1930-2013)             |        | PS                          | 18 mei 1980       | 22 oktober 1980   | Martens III                                        | Nationale Opvoeding (Franstalig) |
| 57    |          | Gaston Geens (1931-2002)           |        | CVP                         | 18 mei 1980       | 17 december 1981  | Martens III en IV en M. Eyskens                    | Adjunct voor Nationale Opvoeding (Nederlandstalig) |
| 58    |          | Philippe Busquin (1941)            |        | PS                          | 22 oktober 1980   | 17 december 1981  | Martens IV en M. Eyskens                           | Nationale Opvoeding (Franstalig) |
| 59    |          | Daniël Coens (1938-1992)           |        | CVP                         | 17 december 1981  | 9 mei 1988        | Martens V, VI en VII                               | Onderwijs (Nederlandstalig) |
| 60    |          | Michel Tromont (1937-2018)         |        | PRL                         | 17 december 1981  | 9 juni 1983       | Martens V                                          | Onderwijs (Franstalig) |
| 61    |          | André Bertouille (1932)            |        | PRL                         | 9 juni 1983       | 28 november 1985  | Martens V                                          | Onderwijs (Franstalig) |
| 62    |          | André Damseaux (1937-2007)         |        | PRL                         | 28 november 1985  | 9 maart 1987      | Martens VI                                         | Onderwijs (Franstalig) |
| 63    |          | Antoine Duquesne (1941-2010)       |        | PRL                         | 9 maart 1987      | 9 mei 1988        | Martens VI en VII                                  | Onderwijs (Franstalig) |
| (48)  |          | Willy Claes (1938)                 |        | SP                          | 9 mei 1988        | 7 maart 1992      | Martens VIII en IX                                 | Onderwijs (Nederlandstalig) (tot 16 januari 1989) Minister belast met de Herstructurering van het Ministerie van Onderwijs (Nederlandstalig) (vanaf 16 januari 1989) |
| 64    |          | Yvan Ylieff (1941)                 |        | PS                          | 9 mei 1988        | 16 januari 1989   | Martens VIII                                       | Onderwijs (Franstalig) |
| 65    |          | Luc Van den Bossche (1947)         |        | SP                          | 9 mei 1988        | 18 oktober 1988   | Martens VIII                                       | Staatssecretaris voor Onderwijs (Nederlandstalig) |
| 66    |          | Pierre Chevalier (1952)            |        | SP                          | 18 oktober 1988   | 16 januari 1989   | Martens VIII                                       | Staatssecretaris voor Onderwijs (Nederlandstalig) |
| 67    |          | Philippe Moureaux (1939-2018)      |        | PS                          | 16 januari 1989   | 7 maart 1992      | Martens VIII en IX                                 | Minister belast met de Herstructurering van het Ministerie van Onderwijs (Franstalig)                                                                                |

Vanaf 1989 hoort onderwijs tot de bevoegdheid van de gemeenschappen.